# Dodonaea vestita
Dodonaea vestita är en kinesträdsväxtart som beskrevs av William Jackson Hooker. Dodonaea vestita ingår i släktet Dodonaea och familjen kinesträdsväxter. Inga underarter finns listade i Catalogue of Life.